# ميرابيلا إكلانو
ميرابيلا إكلانو مدينة و كومونا إيطاليا تابعة لمقاطعة أفيلينو ، في منطقة كامبانيا الإيطاليا الجنوبية.
وصل عدد سكانها 7،904 نسمة في عام 2011.

## التاريخ
كان موقع أكلانوم الروماني في مكان قريب من تلك الكومونا وأصبحت الآن حديقة أثرية تقع في فرازيوني باسو دي ميرابيلا.

## الجغرافية
تقع ميرابيلا على بعد 46 كيلومترًا من عاصمة كومونا أبلينة و30 من بنبنت. بالإضافة أنها تقع ميرابيلا بالقرب من مقاطعة بنبنت، على حدود أبيس وبونيتو و كالفي وفونتاناروسا وجروتاميناردا وسنتا انجيلو وتاوراسي وتوري لي وسيلي وفينتيكانو.
تعد القرى الصغيرة ( فراتيسوني ) من كالور (مشتركة مع فينتيكانو) وباسو دي ميرابيلا وبيانو بنتانو.
وتمثل باسو دي ميرابيلا (الواقعة على الطريق السريع الوطني "SS 90") منطقة التجارة البلدية

## النخب
- جوليان من إكلانوم (سي 386 - ج .455) ، أسقف إكلانوم